# Orectolobus hutchinsi
Orectolobus hutchinsi är en hajart som beskrevs av Last, Chidlow och Compagno 2006. Orectolobus hutchinsi ingår i släktet Orectolobus och familjen Orectolobidae. IUCN kategoriserar arten globalt som otillräckligt studerad. Inga underarter finns listade i Catalogue of Life.